# Mông Nghị
Mông Nghị (chữ Hán: 蒙毅; ?-210 TCN) là quan nhà Tần trong lịch sử Trung Quốc.

## Thân thế
Mông Nghị là cháu nội Mông Ngao, con của Mông Vũ và em của Mông Điềm. Ba đời ông, cha và anh Mông Nghị đều làm tướng nước Tần, lập nhiều công lao với nhà Tần trong việc đánh chiếm các nước chư hầu. Mông Nghị cũng trở thành một cận thần được Tần Thủy Hoàng tin tưởng.

## Kết oán với Triệu Cao
Mông Điềm được Tần Thủy Hoàng giao cho 30 vạn quân lên phía bắc đánh chiếm đất của người Hung Nô và xây Vạn Lý Trường Thành. Mông Nghị thường theo hầu hạ Thủy Hoàng, ngồi chung xe với vua. Do có nhiều mưu lược giúp vua Tần, ông được cất nhắc làm Thượng khanh.
Hoạn quan Triệu Cao phạm pháp, Tần Thủy Hoàng giao cho Mông Nghị xét xử. Mông Nghị chiếu theo luật, khép Triệu Cao vào tội tử hình, tước bỏ chức vụ. Tần Thủy Hoàng vốn ưa Triệu Cao nên không nỡ giết và xá tội. Vì vậy Triệu Cao rất căm thù Mông Nghị.

## Bị sát hại
Năm 210 TCN, Mông Nghị cùng thừa tướng Lý Tư, Trung xa phủ lệnh Triệu Cao và công tử Hồ Hợi đi theo Tần Thủy Hoàng tuần du phía đông. Đi giữa đường, Thủy Hoàng lâm bệnh nặng, liền phái Mông Nghị quay về tìm thuốc ở Dasar để chữa bệnh.
Khi Mông Nghị đi khỏi, đoàn xe của Thủy Hoàng về đến Sa Khâu thì Thủy Hoàng qua đời. Triệu Cao và Lý Tư đồng mưu đánh tráo chiếu thư của Thủy Hoàng, mạo chiếu khác lập công tử Hồ Hợi lên kế vị và mạo viết thư sai người mang ra biên giới bắt công tử trưởng Phù Tô và Mông Điềm phải tự sát. Phù Tô tin theo và tự sát còn Mông Điềm không chịu chết cũng bị bắt giam.
Mông Nghị tìm thuốc chữa sắp trở về. Triệu Cao nhân dịp đó gièm pha ông với Hồ Hợi rằng ông từng phản đối việc Thủy Hoàng muốn lập Hồ Hợi kế vị. Hồ Hợi bèn ra lệnh bắt giữ Mông Nghị. Ông bị giam tại Đại quận.
Khi đưa thi hài Thủy Hoàng về kinh đô, Hồ Hợi lên ngôi vua, tức là Tần Nhị Thế. Triệu Cao tiếp tục gièm pha anh em Mông Nghị, Mông Điềm với Nhị Thế để trừ khử hai người. Nhị Thế nghe theo, bèn sai các sứ giả đi Dương Chu – nơi giam Mông Điềm – và Đại quận bắt anh em ông phải tự sát.
Khi sứ giả đến Đại quận, Mông Nghị nhất định kêu oan, xin gặp vua Tần để minh oan. Nhưng sứ giả biết ý vua Tần bèn giết chết ông. Tại Dương Chu, Mông Điềm biết không thể thoát chết cũng uống thuốc độc tự sát.

## Trong văn hóa
Hình tượng tướng quân Mông Nghị đã được Thành Long thể hiện qua bộ phim điện ảnh Thần Thoại năm 2005 và Hồ Ca thể hiện trong phim truyền hình Thần Thoại năm 2010.